# Glenea chalybeata
Glenea chalybeata är en skalbaggsart som beskrevs av Thomson 1860. Glenea chalybeata ingår i släktet Glenea och familjen långhorningar.
Artens utbredningsområde är:
- Bangladesh.
- Laos.

Inga underarter finns listade i Catalogue of Life.